# Emparejamiento
El concepto de emparejamiento (o apareamiento) aquí tratado es referente al campo de las matemáticas, específicamente al álgebra lineal. Con aplicaciones prácticas en el área de la criptografía.

## Definición
Sea R un anillo comutativo más la unidad, y sean M, N y L tres R-módulos. 
Un emparejamiento es cualquier mapa bilinear R {\displaystyle e:M\times N\to L}. Que satisfaga:{\displaystyle e(rm,n)=e(m,rn)=re(m,n)}
para cualquier {\displaystyle r\in R}. O equivalentemente, un emparejamiento es un mapa linear R:
{\displaystyle M\otimes _{R}N\to L}
donde {\displaystyle M\otimes _{R}N} denota el producto tensorial de M y N.
Un emparejamiento también puede ser considerado como un mapa linear R
{\displaystyle \Phi :M\to \operatorname {Hom} _{R}(N,L)}, que satisfaga la primera definición y establezca
{\displaystyle \Phi (m)(n):=e(m,n)}. 
Un emparejamiento es llamado no degenerativo si para el mismo mapa se tiene que {\displaystyle e(m,n)=1} para todo valor de {\displaystyle m} y {\displaystyle n=0}.

## Ejemplos
Cualquier producto escalar en un espacio vectorial V real es un emparejamiento (sean M = N = V, R = R en las definiciones anteriores).
El mapa determinante (matriz 2 × 2 en k) {\displaystyle \to } k se puede considerar como un emparejamiento {\displaystyle k^{2}\times k^{2}\to k}.
El mapa de Hopf {\displaystyle S^{3}\to S^{2}} definido como {\displaystyle h:S^{2}\times S^{2}\to S^{2}} es un ejemplo de un emparejamiento. En, Hardie et al. presentan una construcción explícita de este tipo de mapas utilizando conjuntos parcialmente ordenados.

## Emparejamientos criptográficos
El cómputo de los emparejamientos criptográficos utiliza dos grupos, {\displaystyle G_{1}} y {\displaystyle G_{2}}. Estos dos grupos son finitos, cícilos y aditivamente formulados en donde al menos uno de estos grupos tiene orden primo, denotado como r. El emparejamiento toma un elemento de cada uno de los dos grupos y los mapa hacia un tercero {\displaystyle G_{T}}, el cual es finito, cíclico, pero formulado multiplicativamente, también de order primo r. Un emparejamiento criptográfico útil satisface las siguientes propiedades:
- Bilineariedad:
  - {\displaystyle \forall P,P\in G_{1}} y {\displaystyle \forall Q,Q\in G_{2}}, se tiene que: {\displaystyle e(P+P,Q)=e(P,Q)\times e(P,Q)} y {\displaystyle e(P,Q+Q)=e(P,Q)\times e(P,Q)}
- No degeneración:
  - {\displaystyle \forall P\in G_{1}} con {\displaystyle P\neq 0}, existe {\displaystyle Q\in G_{2}} tal que {\displaystyle e(P,Q)\neq 1}.
  - {\displaystyle \forall Q\in G_{2}} con {\displaystyle Q\neq 0}, existe {\displaystyle P\in G_{1}} tal que {\displaystyle e(P,Q)\neq 1}.
- Computable:
  - e puede ser fácilmente calculado.

Los mejores métodos para calcular los emparejamientos criptográficos están basados en el algoritmo de Miller. Este método está estandarizado de facto y su mejoramiento tanto en el bucle principal como en la llamada exponenciación final es tema actual de investigación. [cita requerida]